# Храм Силаска Светог Духа на Апостоле на Горици
Храм Силаска Светог Духа на Апостоле на Горици је храм Српске православне цркве који се налази на узвишењу изнад Хатељи, у општини Берковићи, у Републици Српској, БиХ. Припада парохији  Дабарској у оквиру Епархије захумско-херцеговачке и приморске.

## Историја
Црква је на темељима старог храма обновљена 1858. или 1859. године, а поред ње се налази старо српско православно гробље. Претходну цркву срушили су Турци, током владања Босном и Херцеговином. Историја храма везана је за народно предање о Стражевици, Тројици и Горици, три сестре Немањића које нису имале потомке, те су на својим имањима дале да се подигну три цркве које су довољно близу једна другој да се међусобно виде, и чија се звона међусобно чују. Храм је посвећен „силаску Светог духа на апостоле“.